# Oniscodesmus aurantiacus
Oniscodesmus aurantiacus är en mångfotingart som beskrevs av Peters 1864. Oniscodesmus aurantiacus ingår i släktet Oniscodesmus och familjen kuldubbelfotingar. Inga underarter finns listade i Catalogue of Life.